# Bartošek z Drahonic
Bartošek z Drahonic (asi 80. léta 14. století? – asi 1443 nebo 1445?) byl český kronikář.
Pocházel z rytířské rodiny, která vlastnila tzv. manské statky (tj. lenní statky) na Karlštejnsku. Do husitských válek se dostal jako voják na katolické straně. Roku 1421 působil v posádce, která se snažila držet Pražský hrad, po ústupu byl ve vojsku, které hájilo hrad Karlštejn. V roce 1426 pravděpodobně opustil vojenskou službu (ze zdravotních důvodů).

## Dílo
- Kronika Bartoška z Drahonic – latinsky, latina této kroniky je syrová až drsná. Popisuje roky 1419–1443. Kronika neřeší celkovou situaci, ale popisuje, co Bartošek viděl a slyšel. Tato kronika bývá občas kritizována jako primitivní (bez politického a uměleckého rozhledu), ale na druhou stranu je potřeba zdůraznit, že se jedná o jedinou kroniku z Čech z této doby, tím se stává nesmírně důležitým pramenem o husitství. Ke kronice jsou připojeny české i latinské krátké zprávy o jednotlivých letech (1310–1464), z nichž některé pravděpodobně pocházejí od Bartoška.